# نعيم أعراب
نعيم أعراب لاعب كرة قدم مغربي ولد في بروكسيل عاصمة بلجيكا في 7 فبراير 1988، يلعب حاليا لفريق.نادي الوداد الرياضي .

## روابط خارجية
- نعيم أعراب على موقع قاعدة بيانات كرة القدم.إي يو (الإنجليزية)
- نعيم أعراب على موقع Soccerway.com (الإنجليزية)